# Ртищев, Николай Петрович
Николай Петрович Ртищев (1804—1884) — генерал-майор; участник Крымской войны.

## Биография
Родился 9 мая 1804 года в деревне Старой Туголуковке, Борисоглебского уезда, которой впоследствии владел вместе с двумя младшими братьями; происходил из рода, владевшего с конца XIV века вотчинами в Дмитровском уезде. Родители - Петр Васильевич (1787-1823) и Екатерина Семеновна, помещики Тамбовского и Борисоглебского уездов.
Начальное образование Ртищев получил в Тамбовском дворянском училищном корпусе, в дальнейшем учился в 1-м кадетском корпусе, из которого был выпущен 16 мая 1824 года прапорщиком в Переяславский конно-егерский полк.
С 24 января по 28 октября 1831 года участвовал в усмирении Польского мятежа; в одном и том же сражении вынес из сражения тело своего полкового командира Новосильцева и спас жизнь своему брату Сергею.
Позже служил в Казанском драгунском полку, а с 11 февраля 1844 года — в Отдельном Кавказском корпусе и 3 декабря 1844 года за боевые отличия против горцев был произведён в подполковники.
В Крымскую кампанию Ртищев был в составе кавалерии, находившейся на Таврическом полуострове, вновь служил в Казанском драгунском полку и был назначен его командиром 8 марта 1856 года. Уволен от службы 5 января 1861 года с производством в генерал-майоры, мундиром и пенсией.
Ртищев имел орден св. Георгия 4-й степени (пожалованный ему 26 ноября 1850 года за беспорочную выслугу 25 лет в офицерских чинах (№ 8380 по списку Григоровича — Степанова) и другие боевые знаки отличия.
Последние годы жизни Ртищев провёл в Тамбове, где 14 января 1884 года скончался; погребён рядом с женой Анастасией Дмитриевной, ур. Свечиной, по первому браку Шеховцовой, бывшей женой умершего Курского предводителя дворянства Шеховцова Ивана Петровича.
По словам автора некролога Ртищева, «в частной жизни это был человек высокого прямодушия, истинного рыцарства и честности» и пользовался большим уважением и известностью в Тамбовском обществе.